# Моисеево (Волгоградская область)
Моисеево — село в Котовском районе Волгоградской области, административный центр Моисеевского сельского поселения.
Население — 939 (2010)

## История
Основано в середине XVIII веке крестьянами-малороссами из Полтавской губернии. В 1887 году построена Троицкая церковь. В 1891 году открыта школа грамотности. В 1889 году в селе имелись 1 маслобойня, 2 ветряные мельницы, 1 корчма, 1 винная лавка, 2 мелочные лавки. В 1886 году земельный надел сельского общества составлял 2374 десятина удобной земли, в том числе пашни 1286. Население села составляли бывшие государственные крестьяне. Село относилось к Котовской волости Камышинского уезда Саратовской губернии.
С 1928 года — в составе Камышинского района Нижне-Волжского края, с 1935 года в составе Ждановского района Сталинградского края, с 1936 года — Сталинградской области, с 1961 года — Волгоградской. С 1963 года — в составе Котовского района.

## География
Село находится в степной местности, в пределах Приволжской возвышенности, являющейся частью Восточно-Европейской равнины, на реке Большая Казанка, на высоте около 120 метров над уровнем моря. Почвы тёмно-каштановые.
Через село проходит автодорога, связывающая город Котово и хутор Попки. По автомобильным дорогам расстояние до районного центра города Котово — 16 км, до областного центра города Волгоград — 240 км.
Климат
Климат умеренный континентальный (согласно классификации климатов Кёппена — Dfa). Многолетняя норма осадков — 413 мм. Наибольшее количество осадков выпадает в июне — 49 мм, наименьшее в марте — 22 мм. Среднегодовая температура положительная и составляет + 6,8 °С, средняя температура самого холодного месяца января −9,5 °С, самого жаркого месяца июля +22,6 °С.
Часовой пояс
Моисеево, как и вся Волгоградская область, находится в часовой зоне МСК (московское время). Смещение применяемого времени относительно UTC составляет +3:00.

## Население
Динамика численности населения по годам:
| 1860 | 1886 | 1889 | 1894 | 1897 | 1911 | 1987 | 2002 |
| ---- | ---- | ---- | ---- | ---- | ---- | ---- | ---- |
| 332  | 908  | 949  | 1039 | 1058 | 1427 | ≈860 | 892  |

| 2010 |
| ---- |
| 939  |